# Liste der Bodendenkmale in Zehrental
In der Liste der Bodendenkmale in Zehrental sind alle Bodendenkmale der Gemeinde Zehrental und ihrer Ortsteile aufgelistet. Grundlage ist die Auflistung von Johannes Schneider aus dem Jahr 1986. Die Baudenkmale sind in der Liste der Kulturdenkmale in Zehrental aufgeführt.
| Denkmal-ID | Fundart | Ortsteil    | Bezeichnung                       | Zeitstellung | Lage                     | Bemerkungen | Bild |
| ---------- | ------- | ----------- | --------------------------------- | ------------ | ------------------------ | ----------- | ---- |
| ?          |         | Gollensdorf | urgeschichtliches Gräberfeld      |              | ()                       |             |      |
| ?          |         | Groß Garz   | Wasserburg mit Burghügel          |              | Südwestecke des Orts ()  |             |      |
| ?          |         | Groß Garz   | Eingeebnete Wasserburg „Die Burg“ |              | Nordwestlich des Orts () |             |      |